# Художник (телесериал)
«Худо́жник» — российский телесериал в жанре исторического
 детектива с Александром Горбатовым и Андреем Смоляковым в главных ролях. Производством проекта занимается компания «Вайт Медиа».
Цифровая премьера телесериала состоялась в онлайн-кинотеатре Premier 8 сентября 2022 года. Телевизионная премьера состоялась 17 октября 2022 года на телеканале «Россия-1».
27 января 2023 года телесериал был удостоен премии «Золотой орёл» как «Лучший сериал онлайн-платформ».
30 июля 2024 года сериал был официально продлён на второй сезон.
В марте 2025 года начались съёмки второго сезона.

## Сюжет
Действие сериала происходит весной 1944 года в Москве. Уже виден приближающийся разгром фашистской Германии. На этом фоне происходит серия дерзких и кровавых ограблений местных криминальных элементов. Главаря налетчиков поймать не удаётся, а состав банды постоянно меняется. На месте ограблений постоянно находят портреты убитых. На основании этих рисунков банду назвали «Мёртвой головой», а её главаря − Художником.
Расследованием преступлений занимается лучший следователь — майор Ефимов и его заместитель капитан Сазонов, работники Московского уголовного розыска.

## В ролях

### Главные роли
- Александр Горбатов — Александр Сазонов, капитан милиции, сотрудник отдела по борьбе с бандитизмом
- Андрей Смоляков — Тихон Степанович Ефимов («Ефимыч»), майор милиции, начальник отдела по борьбе с бандитизмом
- Марина Александрова — Людмила Андреевна Чекер, налётчица («Люська-33», она же «Люся не женюся»)
- Дарья Урсуляк — Светлана Акимова, библиотекарь
- Кирилл Зайцев — Алексей Костенко, сержант милиции, сотрудник отдела по борьбе с бандитизмом с любимой немецкой овчаркой Агной
- Сергей Газаров — Геннадий Фёдорович Пульнер, подполковник милиции, заместитель начальника уголовного розыска
- Виктор Добронравов — Михаил Евгеньевич Рудаков, капитан НКГБ
- Александр Устюгов — Андрей Сергеевич Кривцов, полковник НКГБ, начальник управления
- Андрей Мерзликин — Платон Семёнович («Ливер»), вор в законе, негласный король «Тишинки»
- Филипп Ершов — Дмитрий Мальчик, сотрудник отдела по борьбе с бандитизмом
- Агриппина Стеклова — Ксюта, жена Ефимова
- Светлана Колпакова — Галина Клементьева, любовница Николая Головачёва

### Роли второго плана
- Мария Крылова — Екатерина, сотрудник милиции
- Николай Кисличенко — Борис Ткачук, старший лейтенант НКГБ
- Сергей Фролов — Анатолий Боков, натурщик в образе Ленина
- Артём Алексеев — инженер Евгений Владимирович Костров (диверсант Отто Рихтер)
- Сергей Черданцев — «Дракон», авторитетный вор
- Евгений Харитонов — «Прозрачный» (Кирилл Разуваев)
- Евгений Косырев — «Лапша», скупщик краденого
- Юрий Тарасов — «Доктор Штепа» (Пётр Шнейдерс), квартирный вор
- Ёла Санько — Марта Шнейдерс, мать Штепы
- Кирилл Ермичев — Иван Фомин («Мамочка»), рецидивист
- Павел Попов — «Талый»
- Сергей Дьяков — «Саша Маленький», подручный Ливера
- Дмитрий Куличков — «Лёха Губа», авторитетный уголовник, подручный Ливера
- Дмитрий Кривочуров — «Бурзя»
- Анатолий Кощеев — Горыныч (Егор Егорович Егоров), старый взломщик сейфов
- Максим Важов — «Мавруха»
- Олег Каменщиков — «Серьга»
- Роман Шаляпин — «Желвак», владелец мастерской на рынке
- Илья Сланевский — «Тощий»
- Алексей Потапов — «Седой»
- Карэн Бадалов — раввин Альтшулер
- Елена Нестерова — Татьяна Матвеевна, мать Светы
- Сергей Сафронов — «Канцлер», бывший белогвардейский офицер
- Кристина Исайкина — Вера, сотрудник милиции
- Евгений Харланов — Витька Соловьёв
- Александр Бобров — Константин Перегубский («Костя деньги сразу»)
- Нана Муштакова — Шафранка
- Игорь Хрипунов — Николай Головачёв, инвалид войны, спекулянт на рынке
- Максим Битюков — «Потап», сообщник Головачёва
- Андрей Шарыпов — сообщник Головачёва
- Анастасия Имамова — Клавдия Головачёва, жена Николая
- Ксения Иванова — Елена, библиотекарь
- Филипп Дьячков — Митяй
- Владимир Свирский — Дюша Караваев, художник
- Борис Покровский — Сергеев, капитан милиции, специалист по шифрам
- Галина Кашковская — Екатерина Тишкина
- Юрий Павлов — Паталов
- Матвей Семёнов — Дима
- Алексей Ошурков — Лиске, эксперт по стрелковому оружию
- Дмитрий Архангельский — «Козей»
- Иван Бровин — «Серёга Универмаг»
- Дмитрий Фрид — Уильям Гарриман, посол США в СССР
- Антон Полетаев — «Иван-Искупало»
- Гурам Баблишвили — «Черкес»
- Юлия Акимова — управдом
- Ольга Демидова – Прасковья Алексеевна, дворничиха
- Наталья Жернакова – дворничиха
- Игорь Днепров — адъютант
- Григорий Багров — эксперт
- Ирина Васильева — секретарь
- Анастасия Саклакова — официантка
- Анна Буянова — официантка
- Олег Сизов — Шепелявый, диверсант
- Александр Никольский — участковый
- Никита Абдулов — механик
- Татьяна Городецкая — сотрудница милицейского архива
- Иосиф Шаруиф — беспризорник
- Фёдор Парамонов — мальчик-футболист
- Леон Тафара — цыган Бойко
- Юлия Соловьева — бдительная женщина
- Рамиль Сабитов — Бахти Шишков, барон
- Алексей Кашников — Танкист
- Рамиз Алиев — чекист
- Сергей Колешня — Сергей Анатольевич Раков, директор кондитерской фабрики
- Анатолий Лобоцкий — Евгений Рудаков, отец Михаила Рудакова, советник-посланник посольства СССР в Колумбии
- Иван Шабалтас — Алексей Степанович Петров, майор НКГБ
- Эльмира Мирэль — Любовь Михайловна, заместитель директора автопредприятия
- Александр Нестеров — Сеня Горников, главный редактор газеты
- Валентина Смольникова — сотрудница архива
- Ольга Калашникова — Саша
- Юрий Воробьёв — отец Саши
- Лариса Шахворостова — Зоя Степановна, свекровь Люси
- Пётр Логачёв — «Мотор», сосед Зои Степановны, поклонник  Люси
- Олег Фомин — Всеволод Николаевич Меркулов, нарком государственной безопасности СССР
- Илья Древнов — Хофман, хозяин ресторана